# Benjamin Willis
Benjamin "Ben" Willis A veces llamado también El Pescador (The Fisherman) es un asesino ficticio perteneciente a la serie de películas: I Know What You Did Last Summer. Se destaca por ser el principal antagonista de la historia. 
Es interpretado por Muse Watson en las dos primeras películas y por el doble Donald Shanks en la última entrega. 

## Apariencia
Ben Willis viste una gabardina de pescador y un sombrero que le cubre la cara por completo. Su arma preferida es un gancho que usa para apuñalar y degollar a sus víctimas.

## Historia

### Años atrás
Antes de convertirse en el asesino en serie El pescador Benjamín Willis vivió felizmente casado junto a su mujer y ambos tuvieron como hijos a Billy y Suzie Willis.
En un indeterminado tiempo la Sra. Willis trata de abandonar a Ben y este último la asesina al enterarse de sus planes, desde entonces se desconoce si sus hijos estuvieron al tanto de esto o si Willis limpió su imagen. Años más tarde, el 4 de julio de 1996, Suzie Willis muere en un accidente automovilístico, sobreviviendo nada más su novio David Egan.

### Verano de 1997
Si bien David se sentía culpable por lo sucedido, Willis decide matarlo 1 año después (el 4 de julio que es el Día de la Independencia), justo en el momento en el cual David está por suicidarse. Luego de haberlo matado, Willis es atropellado por un auto en el cual estaban cuatro jóvenes (Julie James, Helen Shivers, Barry Cox y Ray Bronson), quienes decidieron tirarlo al agua creyéndolo muerto; por ser incapaces de afrontar su responsabilidad, los cuatro jóvenes deciden guardar silencio sobre este macabro hecho. 
Lo que no sabían es que Willis sobrevivió al accidente, y en el momento que va a ser arrojado al agua, este toma la tiara de Helen, dejándole en claro a los jóvenes que seguía vivo por lo menos hasta el momento que cae al agua, Barry recupera la tiara de Helen en el mar y puede ver como Willys sigue vivo. Tras esto, los jóvenes se van. A partir de aquí, un resentido Ben Willis se juró a sí mismo matar a las cuatro personas que lo tiraron al mar y a toda aquella persona que guarde un oscuro secreto. 
Un año después de mucho acecharlos y estudiarlos, Ben espera el próximo 4 de julio para vengarse de los chicos y así empieza una inevitable masacre en la que acaba asesinando a Barry y a Helen. Cuando una paranoica Julie sospecha que el propio Ray es el asesino Ben aprovecha la situación para llevarla hasta su bote e intenta asesinarla. No obstante la joven se percata de su plan y lo reconoce como el verdadero asesino. Una terrible persecución se desata en su bote donde Julie y Ray le derrotan, Ben acaba perdiendo su mano derecha y su cuerpo cae al mar. 
La policía investiga el caso y lo halla culpable. Sin embargo lo único que pueden recuperar del mar es su mano con el garfio. Desde entonces Ben Willis es declarado muerto.

### Saldando cuentas
Un año después de su supuesta muerte, un furioso Ben Willis con ayuda de su hijo Billy, quien decide ponerse el apellido Benson (que en inglés es una combinación de la palabra hijo de Ben), idean un nuevo plan para asesinar a los dos adolescentes sobrevivientes responsables de cortarle una mano y casi matarlo.
Para lograr su cometido, Billy se acerca a Julie como su amigo de confianza, quien a su vez finge ser el locutor de un concurso en la radio que se comunica con Julie en un concurso con unas vacaciones pagadas a las Bahamas. Concurso que gana a pesar de no haber contestado correctamente la pregunta. Atrapándola por completo en una trampa, ya que los varones Willis, que conocen esta isla, están advertidos de que una tormenta bloqueara los puertos de la misma sin ninguna salida. 
Mientras tanto Ben trata de matar a Ray por su cuenta, pero el pescador solo lo hiere de gravedad y el muchacho en cuanto se entera de que su novia esta viajando a las Bahamas, sale herido pero armado a la isla cruzando la tormenta dispuesto a salvarla.
Una vez en la isla, Ben tortura psicológicamente a Julie con su caracterizado modus operandi y mata a todos los demás residentes de la isla hasta que solo deja viva a Julie. En ese momento Billy se revela como el hijo de Ben y juntos llevan a la chica hasta la tumba de Suzie y la esposa de Willis, donde este cavó una tumba para ser la tumba de la misma Julie. 
Inesperadamente aparece Ray con su arma, se une en una batalla en la que Ben accidentalmente mata a su propio hijo. Un enloquecido Ben arremata contra Ray pero es frenado por varios disparos hechos por Julie; Ben cae en la tumba que el mismo cavó y es sepultado por el fango incrementado por la lluvia. Unos meses después Ben inexplicablemente aparece en la residencia Broson atacando a Julie y Ray y dudosamente aniquilándolos.

### Muerto en vida
Han pasado 10 años desde su derrota por manos Julie James y Ray Bronson y Ben Willis se ha convertido en una auténtica leyenda. De manera que cada 4 de julio las nuevas generaciones de adolescentes escuchan las aterradoras matanzas que desató el maníaco en su intento de vengarse de sus enemigos.
El 4 de julio de 2006 un grupo de adolescentes organiza una broma de mal gusto en la que supuestamente el pescador regresa y desata el caos en una feria. En medio de la persecución los jóvenes que organizaron la broma se reúnen con el falso Ben Willis satisfechos por su jugarreta hasta que se enteran de que uno de ellos murió en la persecución falsa. Desesperados y presos del pánico los chicos deciden guardar silencio sobre la muerte de su amigo, juran llevarse el secreto a la tumba y destruyen la evidencia.
El día 1 de julio del año siguiente la equivalente a la nueva Julie James: Amber Wiliams es la primera en ser acosada por el mítico pescador y decide contarle lo sucedido al resto de sus amigos. De esa manera lento pero seguro Ben Willis comienza a asechar y a eliminar a los chicos uno por uno. 
En un principio los chicos creen que el responsable es un conocido suyo o uno relacionado con el muchacho fallecido que trata de vengarse o burlarse de ellos. Sin embargo no consiguen muchas pruebas y los sospechosos se ven reducidos cuando todos ellos comienzan a ser asesinados por un muerto en vida Ben Willis quien ha regresado de la muerte para castigar a aquellos que se atrevan a guardar un secreto hasta la tumba. 
De esta manera Ben Willis pasa de ser un resentido pescador a un muerto viviente tan inmortal como una leyenda misma.

## Modus Operandi
Su estilo de caza es asesinar a sus objetivos uno por uno, pese a que no parece molestarle asesinar a cualquiera que se cruce en su camino o que represente una amenaza potencial este incluido en su lista negra o no. Incluso ha llegado a asesinar a otras personas al frente de sus víctimas. Generalmente acecha a sus blancos a distancia y les advierte de su inminente ataque con mensajes que generalmente incluyen su eslogan "Sé lo que hiciste el verano pasado" o simplemente un "Lo sé". 
Una vez que logra que su víctima entre en pánico o confirme que esta completamente sola. Willis la ataca despiadadamente con su garfio afilado, apuñalándola o degollándola. Una vez muerta el pescador oculta el cadáver en su bote. Aunque cuando se vio en una isla no pareció preocuparle esconder los cadáveres de sus víctimas en distintos puntos del hotel de la isla y solo cuando comenzaron a ser descubiertos fue cuando los ocultó todos. 
Ben Willis es ágil y letal, además tiene una habilidad extraordinaria para sorprender a sus víctimas en el peor momento. Trabaja solo, pero en su segundo intento por matar a Julie James y Ray Bronson fue ayudado por su hijo Billy para crear una complicada conspiración con el fin de acorralarles y asesinarlos.
A pesar de ser muy analítico y anticipado para matar sin misericordia y muy discretamente. Willis la mayor parte de las veces es muy confiado subestimando a sus víctimas, incapaz de calcular alguna resistencia por parte de estos. Sobre todo partiendo de que comete los homicidios con arma blanca, lo que lo hace vulnerable a otras armas más letales. 
Al perder su mano derecha, el pescador la sustituyó con un garfio de verdad.

## Víctimas
En negrita personajes principales. 
| Personaje                | Información                                                                                        | Película                                  |
| ------------------------ | -------------------------------------------------------------------------------------------------- | ----------------------------------------- |
| Sarah Willis (Su esposa) | La asesinó ya que descubrió que Sarah estaba teniendo una aventura con otro hombre.                | Fuera de pantalla                         |
| David Egan               | Lo ahogó porque este sobrevivió en un accidente automovilístico donde su hija Susie murió en 1996. | Fuera de pantalla                         |
| Max Neutrick             | Enganchado en la barbilla con su garfio.                                                           | I Know What You Did Last Summer           |
| Barry Cox                | Enganchado repetidamente en el abdomen                                                             | I Know What You Did Last Summer           |
| David Caporizo           | Enganchado en la tripa.                                                                            | I Know What You Did Last Summer           |
| Elsa Shivers             | Hendidura de garganta con gancho.                                                                  | I Know What You Did Last Summer           |
| Helen Shivers            | Enganchada 6 veces en garganta, hombro y pecho.                                                    | I Know What You Did Last Summer           |
| Dave                     | Enganchado en la boca, tirado por la ventana del coche para atrapar a Ray.                         | I Still Know What You Did Last Summer     |
| Darick                   | Cara / garganta cortada con gancho                                                                 | I Still Know What You Did Last Summer     |
| Olga                     | Mejilla cortada / espalda empalada con gancho                                                      | I Still Know What You Did Last Summer     |
| Titus Telesco            | Mano empalada a la mesa con gancho, empalada a través del pecho con tijeras de podar               | I Still Know What You Did Last Summer     |
| Sr. Brooks               | Golpeado en la cabeza con machete                                                                  | I Still Know What You Did Last Summer     |
| Tyrell Martin            | Empalado por la parte posterior de la garganta con gancho.                                         | I Still Know What You Did Last Summer     |
| Nancy                    | Empalado a través del estómago con lanza                                                           | I Still Know What You Did Last Summer     |
| William Willis (Su hijo) | Enganchado en el pecho accidentalmente.                                                            | I Still Know What You Did Last Summer     |
| Roger Pack               | Garganta cortada con gancho                                                                        | I'll Always Know What You Did Last Summer |
| Zoe Warner               | Enganchada en el estómago hasta que se rasgó, cayó desde el balcón del segundo piso.               | I'll Always Know What You Did Last Summer |
| Paul Davis Sr.           | Enganchado y cortado en la clavícula, pecho.                                                       | I'll Always Know What You Did Last Summer |
| Colby Patterson          | Enganchado en la boca / tirado a través de la ventana de una puerta pequeña.                       | I'll Always Know What You Did Last Summer |
| John Hafner              | Empalado por la espalda en carretilla elevadora.                                                   | I'll Always Know What You Did Last Summer |
| Amber Williams           | Cortada fuera de la pantalla en la espalda y el cuello.                                            | I'll Always Know What You Did Last Summer |

- Sobrevivientes confirmados: Karla Wilson (I Still Know What You Did Last Summer), Lance Jones (I'll Always Know What You Did Last Summer)

## Frases
- Te daré un consejo, si quieres matar a alguien, primero asegúrate de que este realmente muerto (Ben Willis a Julie James antes de intentar asesinarla).
- ¿Qué piensas hacer muchacho? ¿Vas a ofendernos?  Piénsalo muchacho no eres asesino, ese es mi trabajo, no tienes agallas... (-Ben Willis a Ray Bronson mientras este le apunta con un arma).

## Doblaje
- Miguel Ángel Jenner
  - Sé lo que hicisteis el último verano (1997)

- Francisco Garriga
  - Aún sé lo que hicisteis el último verano (1998)

- Datos: Q3301173